# Brignogan-Plages
Brignogan-Plages, auch Brignogan-Plage, ist eine ehemalige französische Gemeinde mit 752 Einwohnern (Stand: 1. Januar 2022) im Département Finistère in der Region Bretagne.
Mit Wirkung vom 1. Januar 2017 wurde sie mit der Gemeinde Plounéour-Trez durch ein Dekret vom 29. Juni 2016 zur Commune nouvelle Plounéour-Brignogan-Plages zusammengelegt und hat dort nunmehr den Status einer Commune déléguée inne.

## Lage
Die Gemeinde Brignogan-Plages war Teil des Kantons Lesneven im Arrondissement Brest und grenzte im Westen an die Gemeinde Kerlouan und im Osten und Süden an Plounéour-Trez. Brignogan-Plages liegt am Ärmelkanal.

## Klima
Das Klima im Ort und in der Umgebung wird maßgeblich vom Ozean beeinflusst. Die durchschnittliche Temperatur im Sommer beträgt 19 °C, im Winter 5 °C. Es fallen etwa 900 mm Niederschlag im Jahr. Brignogan-Plages erlebt im Jahresdurchschnitt circa 1750 Sonnenstunden.

## Geschichte
Bereits gegen Ende des 19. Jahrhunderts war Brignogan als Badeort bekannt. Die Bucht Hafen von Pontusval diente auch als Hafen des nahegelegenen Lesneven. Vor allem Getreide wurde gehandelt. Im Jahre 1904 entstand eine Eisenbahnstrecke, die Brignogan mit Lesneven und Landerneau verbindet. Eine Gemeinde wurde der ursprüngliche Weiler erst 1934. Zuvor gehörte es zu Plounéour-Trez.
Zum 1. Januar 2017 schloss sich die Gemeinde Brignogan-Plages mit Plounéour-Trez zur neuen Gemeinde Plounéour-Brignogan-Plages zusammen.

### Name
Es existieren mehrere Theorien zur Entstehung und Bedeutung des Namens Brignogan. Laut dem Dictionnaire des Communes, trêves et paroisses du Finistère, éditions du Chasses-Marée (Bernard Tanguy, 1990) setzt sich der Name aus dem bretonischen Wort Bren (Hügel) und dem dort einst verbreiteten Orts- sowie Nachnamen Ogan zusammen.
Das dem Namen des Ortes angefügte -plages (französisch Strand) sollte die Bestimmung als Badeort unterstreichen.

### Bevölkerungsentwicklung
| Jahr                       | 1962 | 1968 | 1975 | 1982 | 1990 | 1999 | 2007 | 2017 |
| Einwohner                  | 1115 | 1052 | 1039 | 881  | 836  | 849  | 835  | 735  |
| Quellen: Cassini und INSEE |      |      |      |      |      |      |      |      |

## Sehenswürdigkeiten
- 8,50 m hoher und 80 Tonnen schwerer Menhir Men-Marz, einer der größten seiner Art in Frankreich
- Leuchtturm von Pontusval
- Kapelle Pol

Siehe auch: Liste der Monuments historiques in Brignogan-Plages

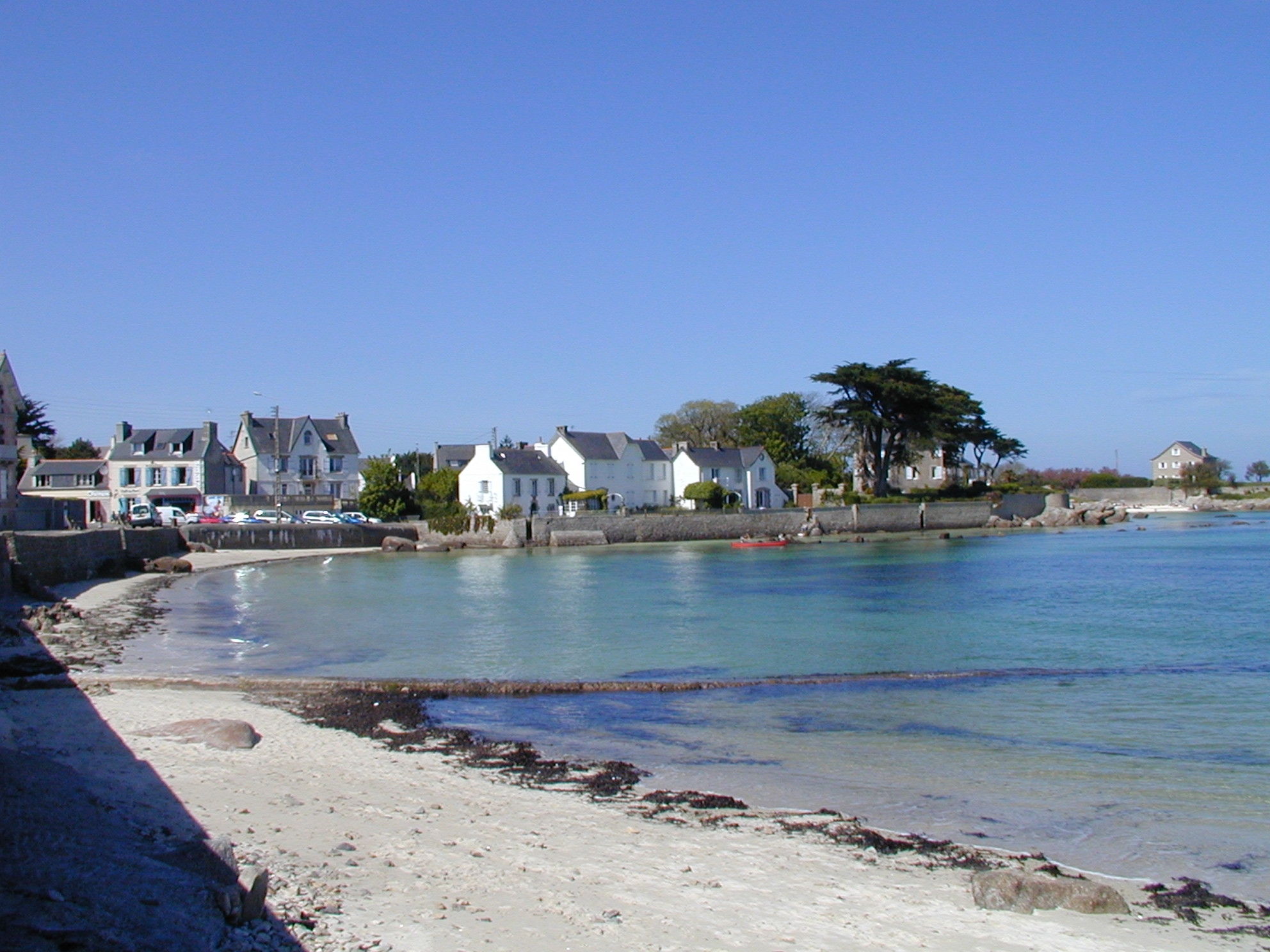
Der Hafen von Pontusval
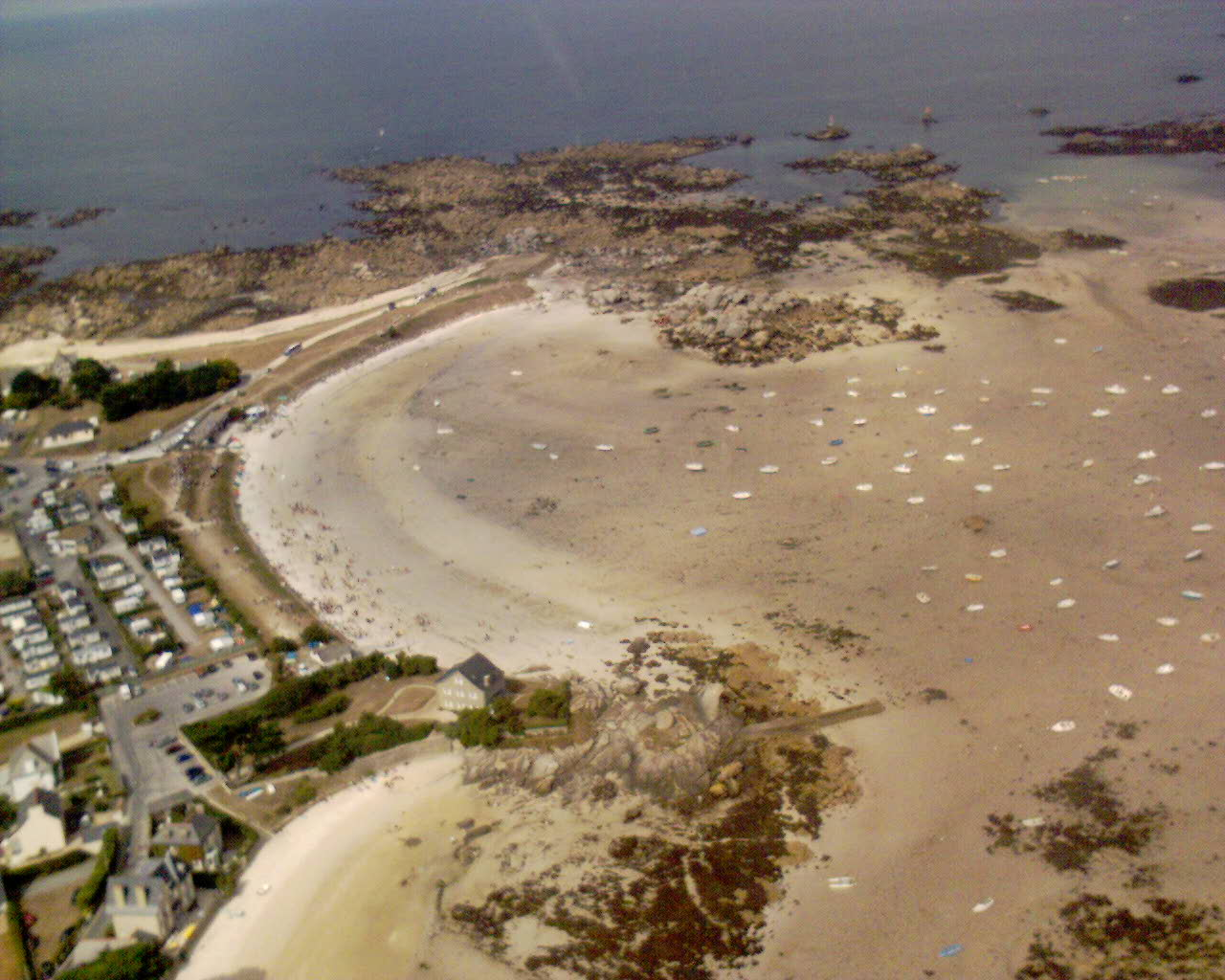
… bei Niedrigwasser
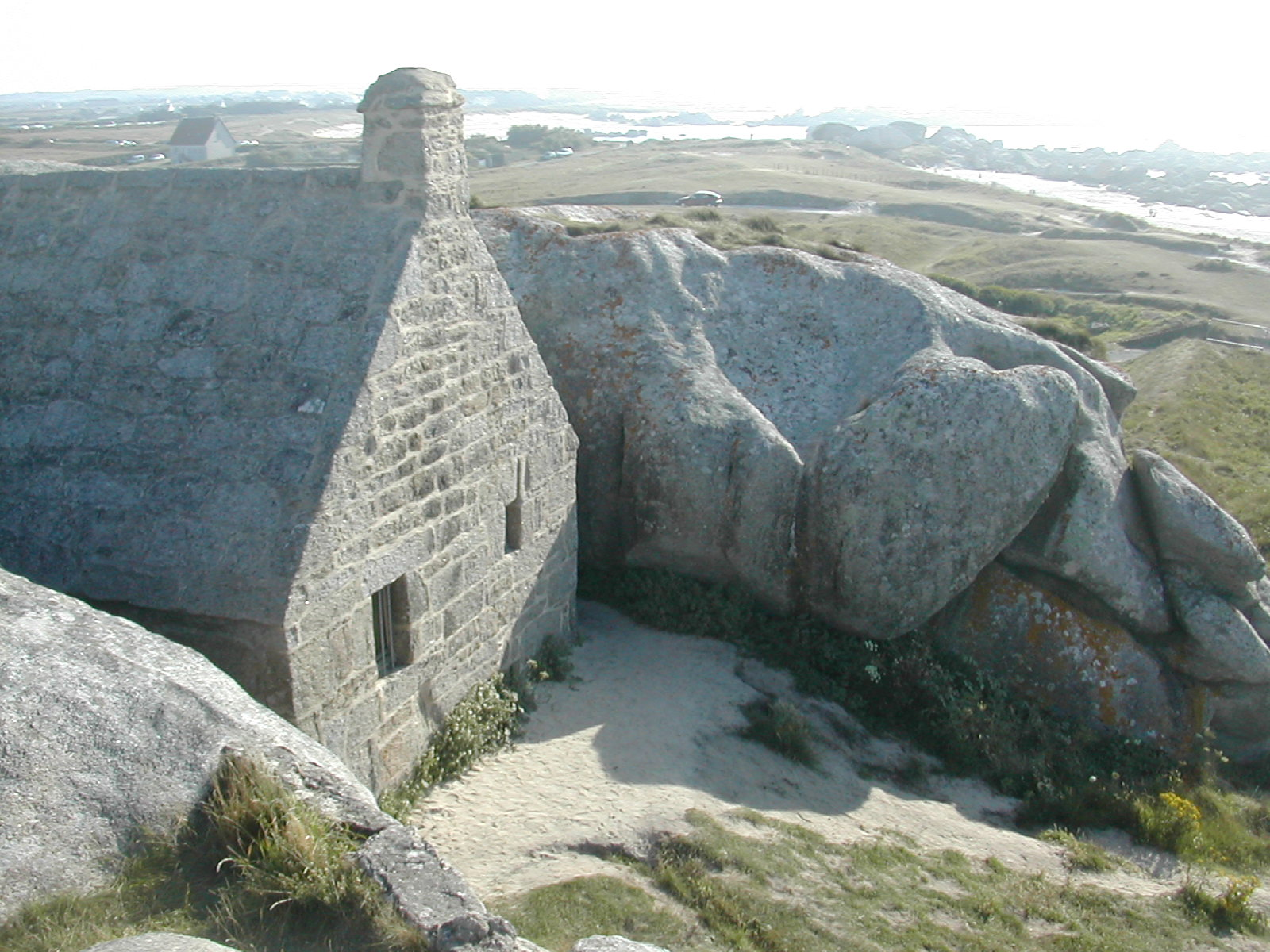
Menehamhaus bei Kerlouan
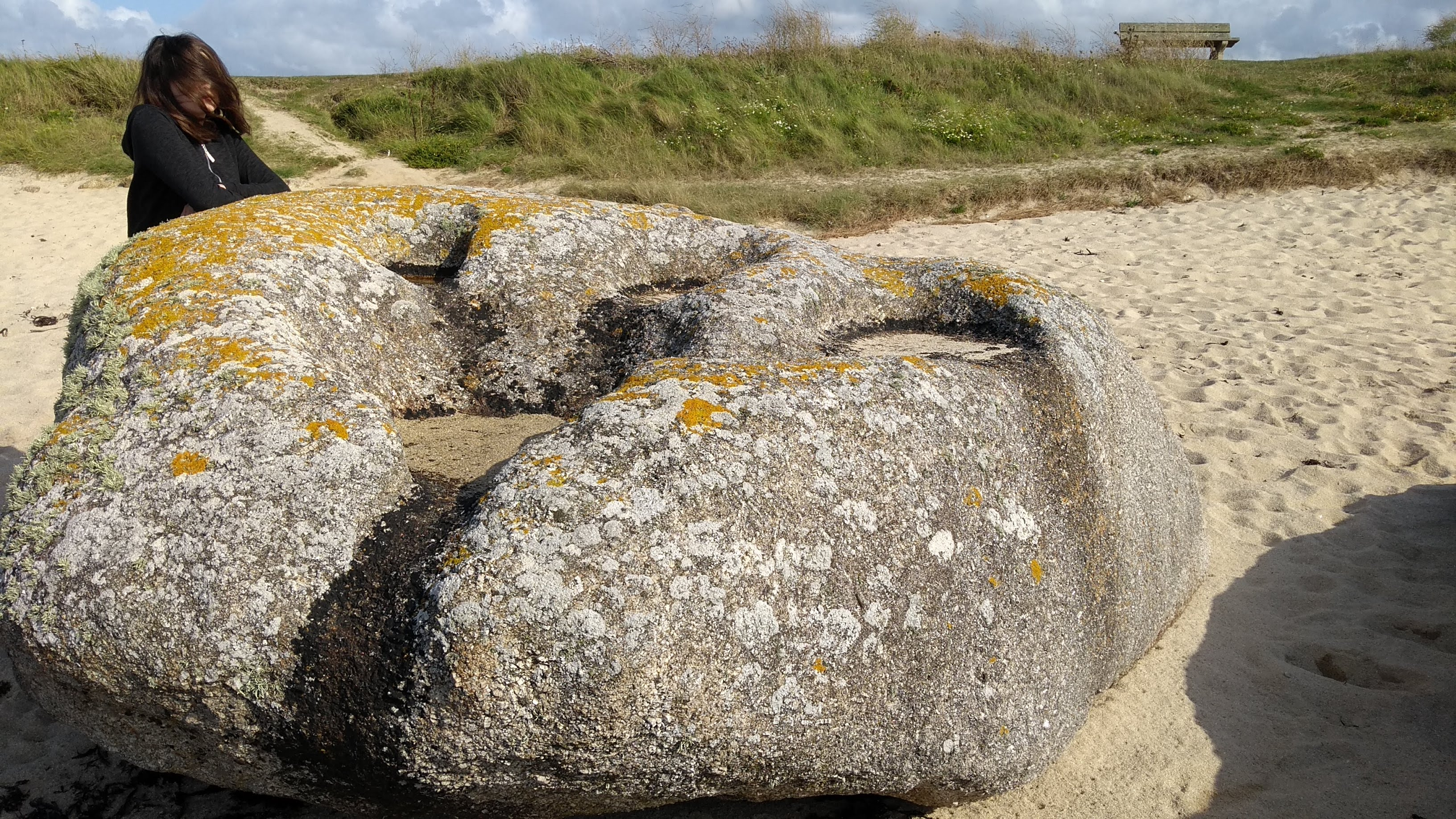
Bullaun am Strand
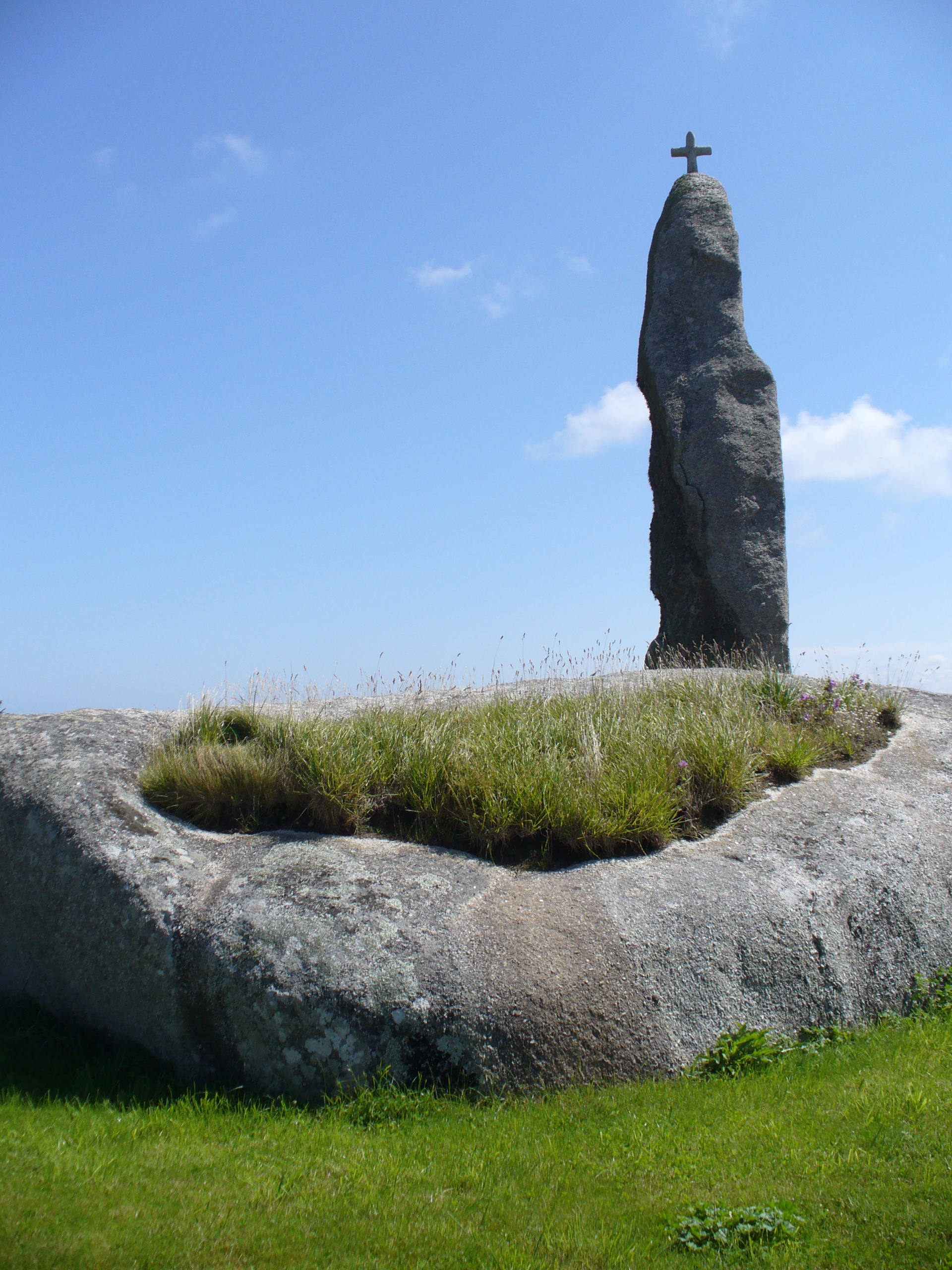
Der Menhir Men Marz
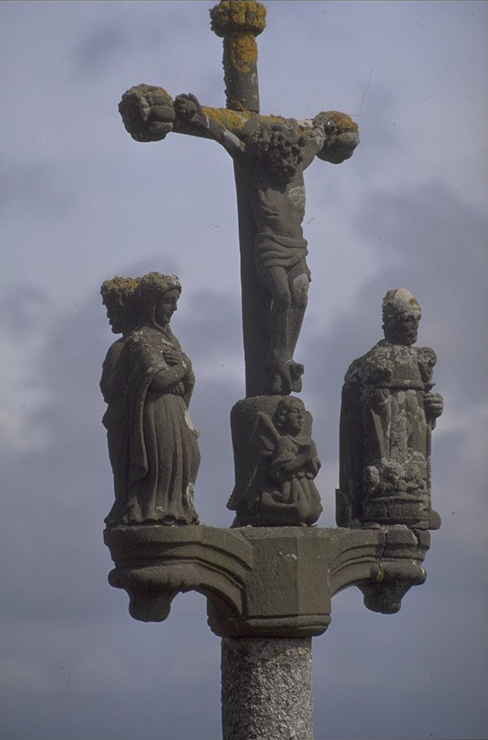
Calvaire vor der Kapelle